# Ernst Zörner

Ernst Emil Zörner im Reichstags-Handbuch 1933

Ernst Otto Emil Zörner (* 27. Juni 1895 in Nordhausen; seit 1945 verschollen, 1960 für tot erklärt) war ein deutscher Kaufmann, NSDAP-Politiker, Präsident des Braunschweigischen Landtages, Mitglied des Reichstages, Oberbürgermeister von Dresden und im Generalgouvernement Gouverneur des Distrikts Lublin.

## Leben

### Jugend
Nach absolvierter Volksschule wechselte Zörner an ein Realgymnasium in Braunschweig. Anschließend folgten eine dreijährige Lehre sowie drei Semester an der Höheren Handelsschule in Hannover. Bei Ausbruch des Ersten Weltkrieges 1914 meldete er sich freiwillig an die Front. Bei Kriegsende war er Kompanieführer im Range eines Leutnants. 1918 war Zörner beim Grenzschutz Ost in Danzig und im Jahr darauf wieder als Kaufmann tätig. 1924 machte er sich in Braunschweig mit einer Kaffeerösterei und einem Kolonialwarenladen selbständig.

### Nationalsozialist der ersten Stunde
Zörner trat 1922 in die NSDAP ein und war Mitbegründer der Partei in Braunschweig. Nach dem Parteiverbot trat er der NSDAP 1925 erneut bei (Mitgliedsnummer 3.218). Bei der NSDAP machte er rasch Karriere. Im Februar 1928 wurde er erster NS-Stadtverordneter in Braunschweig, 1929 bereits Fraktionsführer der Nationalsozialisten. 1930 war Zörner Mitglied des Braunschweigischen Landtages und wurde noch im September desselben Jahres dessen Präsident.
Zörner wurde nach der Wahl vom Juli 1932 Mitglied des Reichstages und wurde am 21. März 1933, kurz nach der „Machtergreifung“ der Nationalsozialisten, zu seinem Vizepräsidenten ernannt. Nach der Wahl vom November 1933 schied er aus dem Parlament aus.

### Ein Telegramm von Hitler
Ernst Zörner wird ein besonderes Verhältnis zu Adolf Hitler nachgesagt. So sorgte Zörner neben beispielsweise Carl Heimbs und Heinrich Wessel (beide DVP) im Vorfeld der Wahl zum Reichspräsidenten im Jahre 1932 dafür, dass der staatenlose Hitler die für die Teilnahme an der Wahl erforderliche deutsche Staatsangehörigkeit erhielt. Darüber hinaus bot er Hitler an, sich bei ihm als Untermieter anzumelden, da Hitler beim Einwohnermeldeamt einen Wohnsitz in Braunschweig nachweisen musste, um eingebürgert werden zu können. Am 26. Februar 1932 sandte Hitler an Zörner folgendes Telegramm: „Bitte mich als Untermieter bei Ihnen anzumelden – Adolf Hitler“. Er hat jedoch nie unter der angegebenen Adresse Hohetorwall 7 oder unter irgendeiner anderen Anschrift in Braunschweig gewohnt.

#### Auseinandersetzung mit dem braunschweigischen Ministerpräsidenten
Schon vor der Einbürgerung Hitlers geriet Zörner mit dem NSDAP-Ministerpräsidenten des Freistaates Braunschweig Dietrich Klagges in heftigen Streit, der zu einem Verfahren vor dem Obersten Parteigericht der NSDAP in München führte, worauf die im April 1933 vorgesehene Wiederwahl Zörners zum Präsidenten des Braunschweigischen Landtages vereitelt wurde.

### Oberbürgermeister von Dresden
Durch Vermittlung Hitlers wurde Zörner am 4. Juli 1933 einstimmig von allen 35 Stadtverordneten zum  Oberbürgermeister von Dresden gewählt und sollte dieses Amt planmäßig bis zum Juli 1939 besetzen.
Am 15. November 1935 ernannte ihn Joseph Goebbels zum Mitglied des Reichskultursenats. In den Jahren 1936/37 wurden Zörner finanzielle Unregelmäßigkeiten vorgeworfen, worauf er 1937 sein Amt als Oberbürgermeister verlor, das dann sein Erster Stellvertreter Rudolf Kluge kommissarisch wahrnahm. Er wurde zunächst auf einen Posten als einer der Stellvertreter Albert Speers abgeschoben, wo er sich mit der Neugestaltung der Reichshauptstadt (Welthauptstadt Germania) befassen sollte. Nebenbei saß er im Präsidialrat der Reichskammer der bildenden Künste.

### Zweiter Weltkrieg – Generalgouvernement

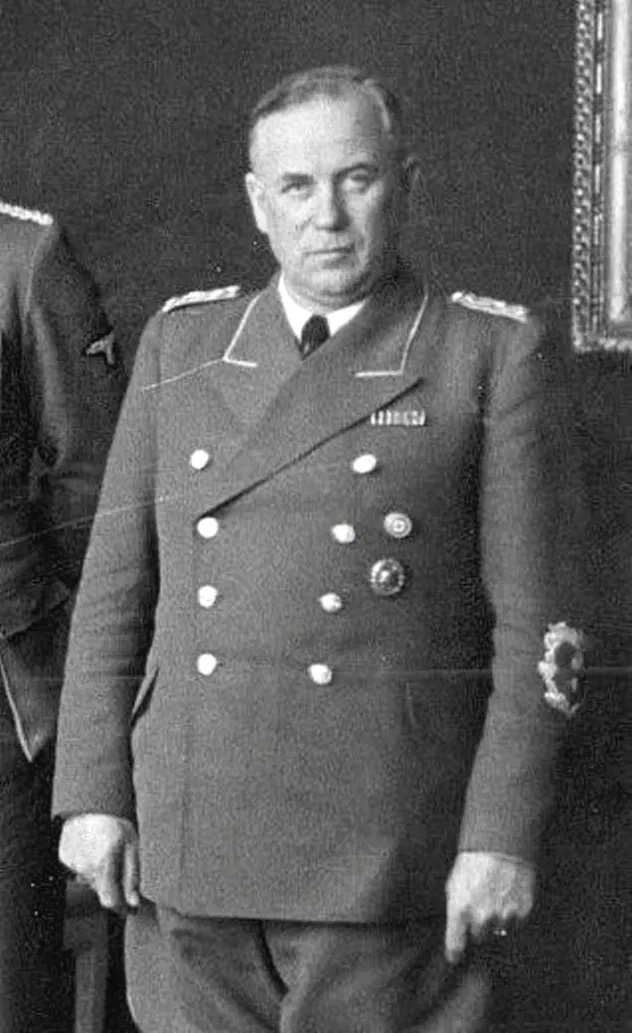
Zörner im besetzten Polen, 1. Januar 1940.

Hans Frank, „Generalgouverneur“ im besetzten Polen und besonderer Freund Zörners, holte diesen kurz nach der Besetzung Polens 1939 in das Generalgouvernement, wo Zörner am 27. September 1939 den polnischen Bürgermeister von Krakau ersetzte. Dieses Amt hatte er bis Januar 1940 inne. Am 1. Februar 1940 wurde er als Nachfolger von Friedrich Schmidt zum Gouverneur des Distrikts Lublin ernannt.

#### Auseinandersetzung mit der SS
Während seiner Zeit in Lublin wurde die ortsansässige polnische Landbevölkerung in der Aktion Zamość 1942/43 mit großer Brutalität seitens des SSPF Lublin, Odilo Globocnik, und dessen Truppen vertrieben. Ein bereits damals andauernder Machtkampf zwischen Zörner und Globocnik sowie Zörners Kritik an Art und Durchführung der Okkupationspolitik im besetzten Polen führten dazu, dass Zörner am 10. April 1943 auf Befehl des Reichsführers SS, Heinrich Himmler, seines Postens enthoben und ins Deutsche Reich zurückbeordert wurde, wo er der Organisation Todt unterstellt wurde.
In den Wirren der Endphase des Zweiten Weltkriegs verliert sich dann seine Spur. Im Frühjahr 1945 soll sich Zörner im Protektorat Böhmen und Mähren aufgehalten und Gerüchten zufolge dort Suizid begangen haben. Seit 1945 gilt er als verschollen, am 25. März 1960 wurde Ernst Zörner auf Antrag seiner Tochter rückwirkend zum 21. Dezember 1945 für tot erklärt. In der Bescheinigung wurde aber nicht seine zweite Ehefrau namentlich aufgeführt. Daher schließt der Historiker Bogdan Musiał nicht aus, dass die Eheleute Zörner 1945 unter Falschnamen untergetaucht sind.